# Skandalen kring Julie
Skandalen kring Julie (Jezebel) är en amerikansk långfilm från 1938 i regi av William Wyler.

## Handling
Filmen utspelar sig i New Orleans under 1800-talet.
Julie Marsden (Bette Davis) är en bortskämd och viljestark ung kvinna förlovad med Preston Dillard (Henry Fonda).
Inför en mycket betydelsefull bal köper hon en röd klänning (det är standard för ogifta kvinnor att bära vitt). Ingen lyckas övertala henne att ta en annan klänning och det blir skandal då hon anländer. Under dansen lämnas dansgolvet enbart åt Julie och Preston, orkestern slutar också spela.
Därefter bryter Preston deras förlovning och åker iväg på en affärsresa norrut. Julie är övertygad om att de kommer återförenas då han kommer tillbaka. Hon stänger in sig i sitt hus och tar inte emot några besökare.
Preston återvänder ett år senare, då i sällskap med sin nya fru Amy (Margaret Lindsay), från norr. Detta på grund av att han vill hjälpa Dr. Livingstone (Donald Crisp) eftersom Gula febern väntas bryta ut i staden.
Bestört över att Preston har gift sig får Julie igång ett gräl mellan Preston och en av sina beundrare Buck Cantrell (George Brent), men det hela går inte som hon tänkt sig. Preston blir tvungen att resa in till staden och under tiden utmanar hans yngre bror Ted (Richard Cromwell) Buck på en duell. Buck ser då igenom Julies spel och konfronterar henne innan han möter Ted, vilket leder till Bucks död.
Aunt Belle (Fay Bainter) jämför sedan Julie med berättelsen om Jisebel som hon jämför med Julie.
Under tiden har Preston blivit smittad av den dödliga epidemin och måste liksom andra sjuka vara i karantän på en ö. Amy förbereder sig att följa med och således riskera sitt eget liv men Julie stoppar henne. Hon förklarar att som nordbo kan hon inte hantera de andra söderboerna och slavarna och kan därmed inte hjälpa Preston. I stället erbjuder sig Julie att resa i hennes ställe. Amy går med på detta efter att Julie medger att Preston enbart älskar Amy.

## Om filmen
Originalpjäsen som var skriven av Owen Davis visades först på Broadway 1933 med Miriam Hopkins som Julie, denna floppade vilket ledde till att Warner Bros. kunde köpa rättigheterna väldigt billigt.
I och med att Henry Fondas dotter Jane Fonda föddes under inspelningsperioden orsakade detta att de scener han hade med Bette Davis då hon var i närbild spelades in för sig.

## Rollista
- Bette Davis – Julie Marsden
- Henry Fonda – Preston Dillard
- George Brent – Buck Cantrell
- Fay Bainter – Aunt Belle Massey
- Donald Crisp – Dr. Livingstone
- Margaret Lindsay – Amy
- Richard Cromwell – Ted Dillard
- Henry O'Neill – General Theopholus Bogardus
- Spring Byington – Mrs. Kendrick
- John Litel – Jean La Cour
- Gordon Oliver – Dick Allen
- Janet Shaw – Molly Allen
- Theresa Harris – Zette
- Margaret Early – Stephanie Kendrick
- Irving Pichel – Huger
- Eddie Anderson – Gros Bat

## Utmärkelser
2009 valdes filmen till National Film Registry av Library of Congress för att vara “kulturellt, historiskt eller estetiskt" betydande och kommer att bevaras för all framtid.

### Vunna priser
- Oscar för bästa kvinnliga huvudroll – Bette Davis
- Oscar för bästa kvinnliga biroll – Fay Bainter
- Filmfestivalen i Venedig: Special Recommendation for its overall artistic contribution – William Wyler

### Nomineringar
- Oscar för bästa film – Hal B. Wallis och Henry Blanke
- Oscar för bästa foto – Ernest Haller
- Oscar för bästa filmmusik – Max Steiner
- Filmfestivalen i Venedig: Mussolini pokalen för bästa film – William Wyler